# آکیرا ناکائورا
آکیرا ناکائورا (انگلیسی: Akira Nakaura؛ زادهٔ ۳ نوامبر ۱۹۳۵) کشتی‌گیر اهل ژاپن بود.